# Església Espanyola Reformada Episcopal
L'Església Espanyola Reformada Episcopal (IERE) es considera una part plena de l'Església una, santa, catòlica i apostòlica establerta per Crist i els seus apòstols, i, com també ho afirmen l'Església Catòlica i l'Església Ortodoxa, afirma conservar la successió apostòlica.
En 1868 es va constituir a Gibraltar per cristians espanyols dissidents de l'Església de Roma encapçalats per Juan Bautista Cabrera, que durant el regnat d'Isabel II d'Espanya s'havia estat exiliat a Gibraltar. Després de la Revolució de 1868 va ser autoritzat per Joan Prim i Prats a tornar a Espanya i predicar l'Evangeli lliurement, i es comencen a establir congregacions protestants a les principals ciutats espanyoles. Al sínode de 1880 es va triar bisbe al reverend Cabrera, i es va decidir l'adopció de l'antiga litúrgia Mossàrab. El Bisbe Cabrera va ser consagrat el 1894 per tres bisbes de l'Església d'Irlanda. L'Església a Espanya, ha passat per moments difícils d'intolerància, persecució, repressió i indiferència.
En la seva organització manté el triple ministeri de bisbes, preveres i diaques, així com els 3 credos de l'Església primitiva. Se sent moralment continuadora de l'antiga Església hispana;, i compta amb la seva pròpia litúrgia, l'Ofici de Comunió de la qual està basat parcialment en l'antiga litúrgia hispànica, mossàrab o visigòtica. Manté el sistema sacramental (Bateig, Sant Sopar o Santa Comunió, confirmació, matrimoni, etc.). A causa de la seva tradició reformada, l'Església Espanyola Reformada Episcopal (IERE) és una església evangèlica, i per la seva tradició catòlica-reformada anglicana és membre de ple dret de la Comunió Anglicana mundial; és part activa de la Federació d'Entitats Religioses Evangèliques d'Espanya (FEREDE), i també és membre del Consell Mundial d'Esglésies. Està en plena comunió amb les Esglésies Vetero-catòliques i amb les Esglésies Luteranes Escandinaves en la Comunió de Porvoo. Junt amb les capellanies de la Diòcesi d'Europa de l'Església d'Anglaterra, és la representant de la Comunió Anglicana a Espanya. Fou organitzada en la 2ª meitat del segle xix per membres dissidents de l'Església Catòlica Romana a Espanya, que desitjaven reformar el catolicisme amb base als principis de la reforma protestant i crear una confessió nacional espanyola amb successió apostòlica.

## Litúrgia
L'IERE utilitza una litúrgia l'Ofici de Comunió de la qual està basat parcialment en el Ritu Mossàrab, que va ser l'antiga litúrgia emprada per l'església cristiana a l'època del domini visigòtic i estava influïda alhora pel cristianisme oriental, per la litúrgia romana i per algunes tradicions musulmanes. El ritu presenta notables diferències amb el Ritu Romà. Així, en la celebració de l'Eucaristia o Missa, 9 oracions són recitades, 3 passatges dels Evangelis són llegits i la comunió es fa sistemàticament sota les 2 espècies de pa i vi. Aquest ritu va ser promulgat pel IV Concili de Toledo, presidit per St. Isidor de Sevilla, l'any 633.

## Estructura
L'IERE té un govern democràtic de tipus parlamentari o sinòdic. El sínode és la màxima autoritat de l'Església, i en ell estan representats el laïcat i el clergat. Les parròquies estan representades per un clergue i un laic. El sínode elegeix la Comissió Permanent, òrgan que governa entre sínodes. No és una església amb govern episcopal, com l'Església Catòlica, sinó una església sinòdica governada per un bisbe en sínode. És a dir, el sínode sense bisbe no pot fer res i el bisbe sense el sínode tampoc. L'IERE està dividida en 3 zones: 1-Catalunya, País Valencià i Illes Balears. 2-Andalusia i les Illes Canàries. 3-Centre i Nord. Hi ha parròquies de l'IERE a Salamanca, València, Barcelona, Valladolid, Sevilla, Oviedo, Tarragona, Múrcia, Alacant i Madrid. Hi ha 22 parròquies i 20 clergues (de les quals una dona).

## Crítiques: maçoneria i sectes ocultistes
L'IERE ha rebut crítiques en diversos mitjans de comunicació com la Cadena COPE o Infovaticana, per la pertinença a la maçoneria i a sectes ocultistes de diversos dels seus càrrecs i reverends.
Javier Otaola Bajeneta, ex gran Gran Mestre de la Gran Lògia Simbòlica Espanyola, per exemple, ha estat durant anys el responsable de la revista La Luz de la IERE.